# USRC Diligence
Pour les autres navires du même nom, voir USS Diligence.
L’USRC Diligence est l'un des dix premier cotres de l'United States Revenue Cutter Service (ancêtre de l'United States Coast Guard) lancé en 1792.